# Madrid en el año 2000
Madrid en el año 2000 va ser una pel·lícula muda espanyola de l'any 1925 dirigida i amb guió de Manuel Noriega. Era un llargmetratge en blanc i negre i de 35 mm, amb rètols explicatius. La pel·lícula s'ha perdut per complet i no queden més que notícies de periòdics.

## Producció
La pel·lícula va ser estrenada el 16 d'abril de 1925 al cinema Rey Alfonso, l'actual cinema Bogart del carrer Cedaceros. A l'estrena hivan assistir els reis.
Els efectes especials creats per Bernardo Perrote resultaven espectaculars per a l'època. Es podia veure als grans transatlàntics navegant al costat del Palacio Real. En part va ser rodada a la vora de Manzanares, que feia les vegades de platges creades pel gran canal. Ajudava a crear aquesta imatge fabulosa de la ciutat la fotografia d'Agustín Macasoli, les dobles exposicions i les sobreimpressions.
Segons Román Gubern, «el títol és adscribible a una derivació específica del futurisme, a la que Eisenstein va denominar ‹urbanomania›. El marc històric d'aquell fenomen és ben conegut. En 1919, el mateix any en què es va fundar a Weimar la Bauhaus, es va inaugurar el metro de Madrid [...]. El colorisme del món urbà, símbol de modernitat, va envair la literatura en diferents països [...]. En pintura, els temes urbans havien aparegut com a fruit de la ruptura antiacadèmica del segle anterior [...]. El futurisme italià va donar un impuls decisiu a aquest gènere [...]. El cinema no va trigar a entrar en sintonia amb aquesta sensibilitat urbanista, característica dels nous temps.» Segons Gubern, és molt possible que a Madrid s'hagués sentit parlar de Metropolis de Fritz Lang i que aquestes notícies servissin d'inspiració. «La seva data de producció resulta significativa, perquè si bé és anterior al rodatge de Metropolis a Berlín, la seva gestació bé va poder inspirar-se en la nodrida publicitat que va envoltar la preparació d'aquell famós film, l'elaboració del qual es va estendre des de març de 1925 a octubre de 1926, per ser distribuït per la UFA a Espanya en la temporada 1926-27. Exemples d'aprofitament oportunista de la publicitat de grans produccions estrangeres no havien faltat en el raquític cinema espanyol i continuarien sorgint en el futur. El film de Noriega bé va poder constituir un exemple de tal estratègia i, de fet, el propi títol s'adhereix a l'ambició del cinema alemany de l'època de crear espais escenogràfics impossibles, irreals i utòpics, propis de l'imaginari expressionista».

## Argument
La pel·lícula és una visió fantàstica del futur Madrid de l'any 2000. Vista des de 1925, la Madrid del 2000 és una important ciutat portuària, gràcies a que el Manzanares s'ha convertit en un canal com el de Suez que permet el pas de grans transatlàntics. Gràcies a aquesta activitat econòmica, Madrid s'ha convertit un empori europeu, un gran centre de negocis internacional.

## Repartiment
- Roberto Rey
- Javier de Rivera
- Amalia Sanz Cruzado
- Roberto Iglesias
- Maruja Retana
- Juan Nadal
- Luis Vela del Castillo 'Velcasty'
- José Francés